# NGC 7590
NGC 7590 est une galaxie spirale située dans la constellation de la Grue. Sa vitesse par rapport au fond diffus cosmologique est de 1 333 ± 18 km/s, ce qui correspond à une distance de Hubble de 19,7 ± 1,4 Mpc (∼64,3 millions d'al). NGC 7590 a été découverte par l'astronome écossais James Dunlop en 1826.
La classe de luminosité de NGC 7590 est II-III et elle présente une large raie HI. De plus, elle est aussi une galaxie active de type Seyfert 2. Selon la base de données Simbad, son activité est plutôt de type Seyfert 1.
Selon Sanders et ses collègues, la luminosité de la NGC 7590 dans l'infrarouge lointain (de 40 à 400 µm) est égale à 1,15 × 1010 {\displaystyle L_{\odot }} (1010,06{\displaystyle L_{\odot }}) et sa luminosité totale dans l'infrarouge (de 8 à 1 000 µm) est de 1,45 × 1010 {\displaystyle L_{\odot }} (1010,16{\displaystyle L_{\odot }}).
À ce jour, 12 mesures non basées sur le décalage vers le rouge (redshift) donnent une distance de 25,908 ± 4,234 Mpc (∼84,5 millions d'al), ce qui est à légèrement à l'extérieur des valeurs de la distance de Hubble. Notons que c'est avec la valeur moyenne des mesures indépendantes, lorsqu'elles existent, que la base de données NASA/IPAC calcule le diamètre d'une galaxie et qu'en conséquence le diamètre de NGC 7590 pourrait être d'environ 19,5 kpc (∼63 600 al) si on utilisait la distance de Hubble pour le calculer.

## Groupe de NGC 7582
Selon A. M. Garcia, NGC 7590 est membre du groupe de NGC 7582. Ce groupe de galaxies renferme au moins neuf membres. Les autres galaxies sont NGC 7531, NGC 7552, NGC 7582, NGC 7590, NGC 7599, NGC 7632, IC 5325 et ESO 291-24.
Sur son site en ligne « Un Atlas de l'Univers », Richard Powell rajoute au groupe cinq galaxies, soit NGC 7412, les galaxies IC 5267, 5267A et 5267B de l'Index Catalogue, et ESO 347-2A. Cette dernière galaxie ne figure ni dans la base de données NASA/IPAC ni dans celle de Simbad, un inconvénient que l'on rencontre fréquemment lorsque l'équivalent PGC n'est pas indiqué. D'après A. M. Garcia, les quatre premières galaxies de cette liste sont membres du groupe d'IC 5267.
Selon un article publié en 2006 par Sengupta et Balasubramanyam, toutes les galaxies du groupe de NGC 7582 mentionnées par Garcia sont des galaxies émettrices dans le domaine des rayons X. À ces galaxies, Sengupta et Balasubramanyam ajoutent ESO 291-08, ESO 291-15 et ESO 347-08. En réunissant les galaxies de ces trois publications, on obtient un groupe de 15 galaxies.

### Quartet de galaxies

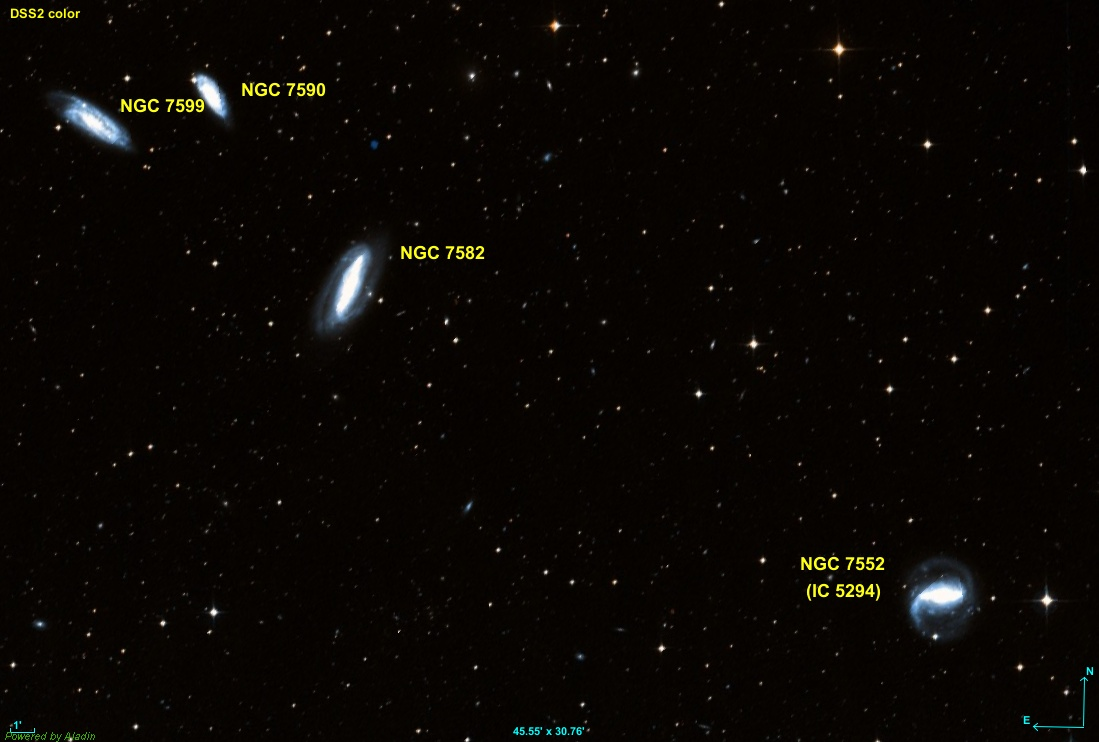
Les quatre galaxies du quartette de la Grue.

NGC 7582 forme avec ses voisines NGC 7552, NGC 7582 et NGC 7599 un ensemble de quatre galaxies relativement rapprochées et connu sous le nom de Quartet de la Grue (Grus Quartet). On pense que les quatre galaxies interagissent probablement entre-elles.

## Galerie

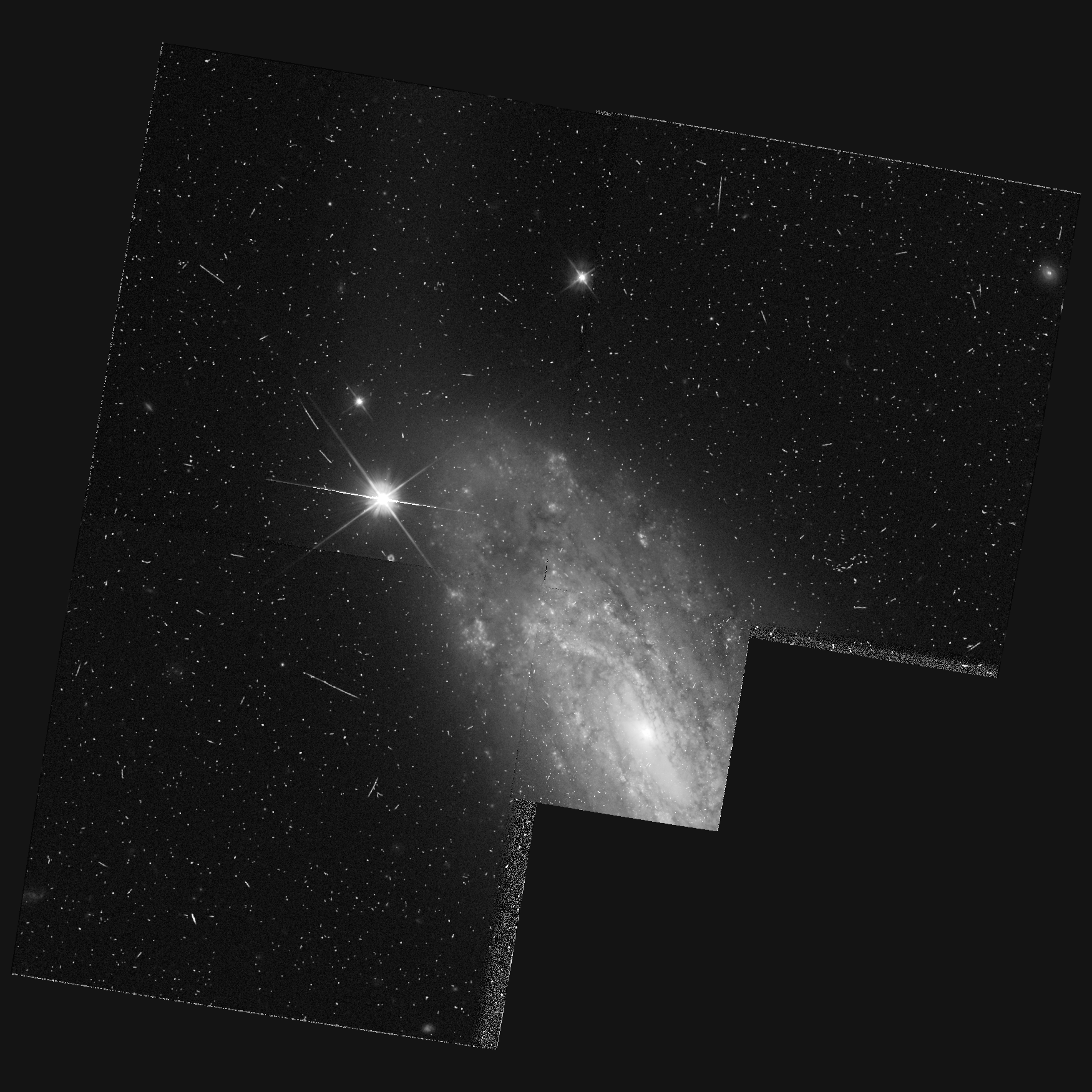
NGC 7590 selon les données du télescope spatial Hubble.
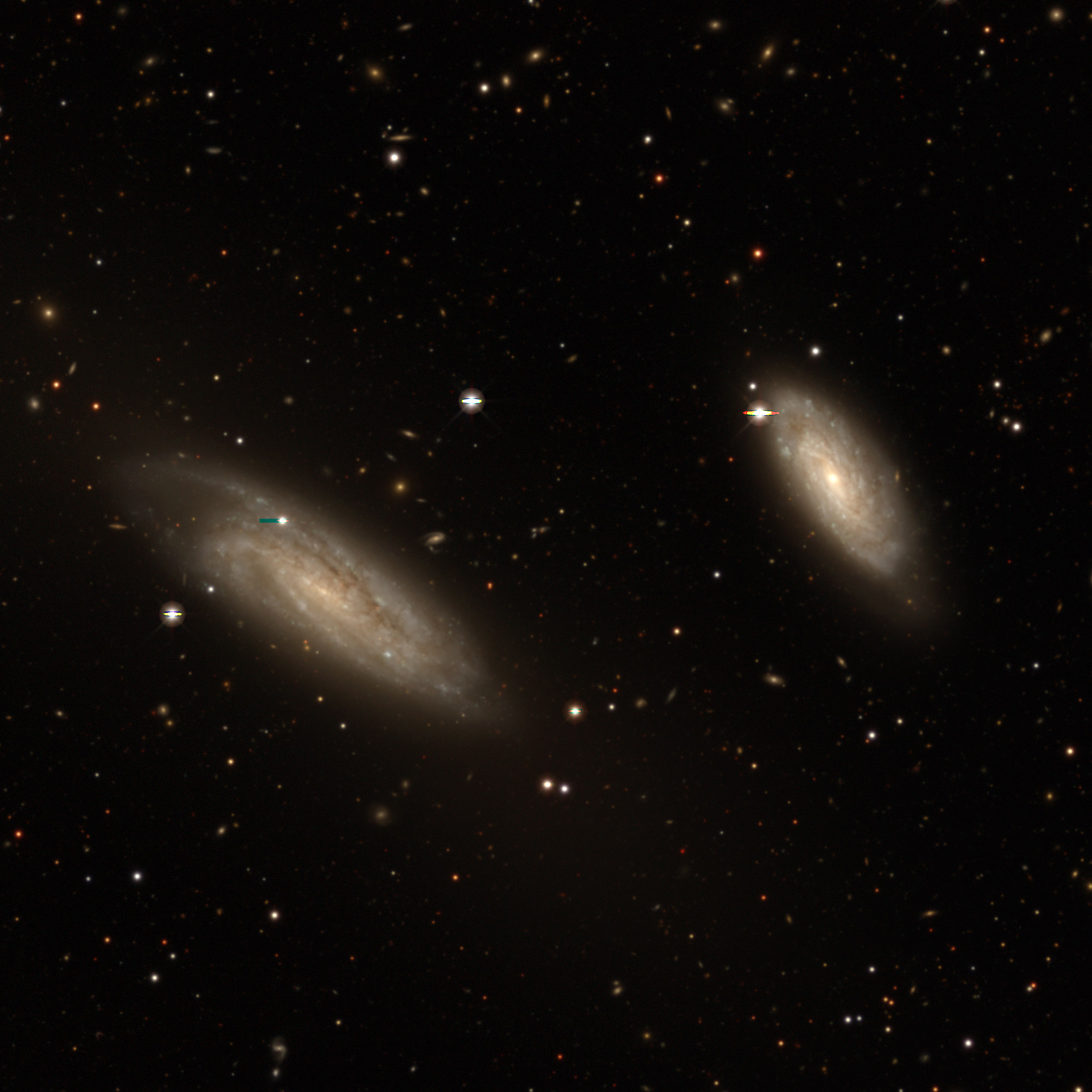
NGC 7590 et NGC 7599 par le projet « Legacy Surveys DR10 »[12].
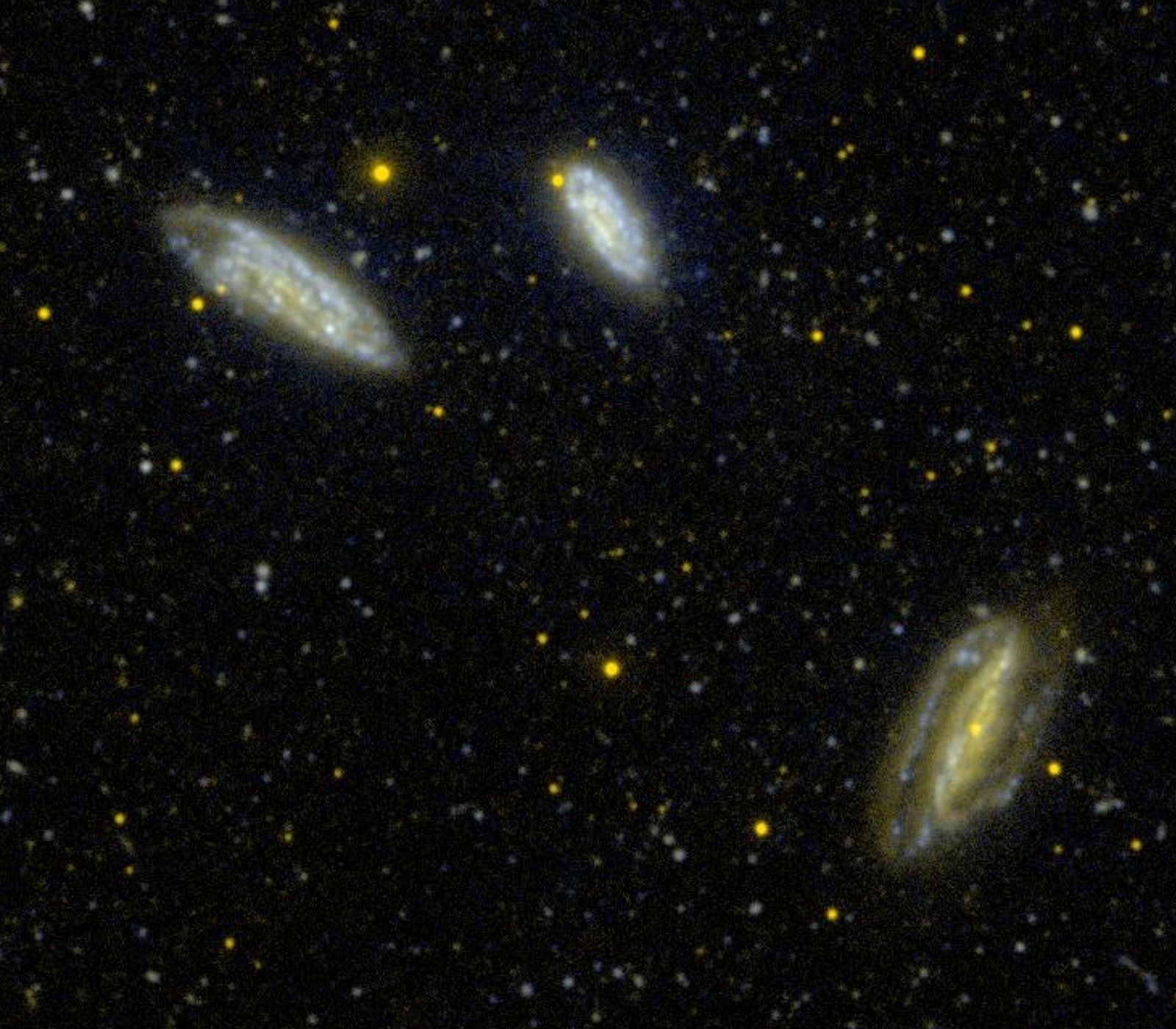
NGC 7590, NGC 7599 et NGC 7582 (en bas à droite), imagées en ultraviolet par le télescope spatial GALEX.